# Nmax
Créé en mars 1997 par la Bourse d'Amsterdam NMax était un segment spécialisé du marché regroupant quelques jeunes entreprises technologiques à fort potentiel de croissance et besoins important de financement. Il s'adressait à des investisseurs acceptant un risque beaucoup plus important, et prêts à passer un peu de temps à étudier la technologie et le potentiel de ces sociétés.

## Histoire
Le NMax s'adressait à des jeunes sociétés cherchant à financer leur plan de développement, qui avaient dans un premier temps recouru au capital risque. Leurs actionnaires pouvaient ensuite vendre sans difficulté leurs participations sur le marché boursier après quelques années, dans une période de fort intérêt pour les jeunes sociétés. Il était membre d'un groupement européen d'intérêt économique, le réseau Euro NM, qui incluait aussi le Nouveau Marché français, le Neuer Market allemand, le Nuovo Mercato italien et le segment spécialisé de la Bourse de Bruxelles.
En octobre 1997, ce groupement européen d'intérêt économique fédérait 50 sociétés de croissance, pour une capitalisation boursière de 5,5 milliards de dollars, dont cinq également cotées au Nasdaq américain. Ces 50 sociétés avaient déjà collecté pour 860 millions de dollars sous forme d'augmentation de capital sur le marché boursier, le plus souvent lors de l'introduction en Bourse. Dès février 1998, le NMax comptait cinq sociétés.
En mai 1999, il regroupait 206 sociétés cotées pour une capitalisation boursière totale de 45 milliards d'euros et des volumes quotidiens de transactions avoisinent de 167 millions d'euros. 
Pour être admise à la cote du NMAX, une entreprise devait disposer de capitaux propres d'au moins 2 millions de florins après l'introduction. Plus tard, pour se faire coter dans l'un des pays membre du Réseau NM, une société devait posséder des capitaux propres d'un minimum de 1,5 M€ et offrir 4,5 M€ de titres dont 50 % par augmentation de capital. Ces règles visaient à éviter la sous-capitalisation, même si la plupart des sociétés cotées furent ensuite victime du Krach boursier de 2001-2002.